# Solidariedade social

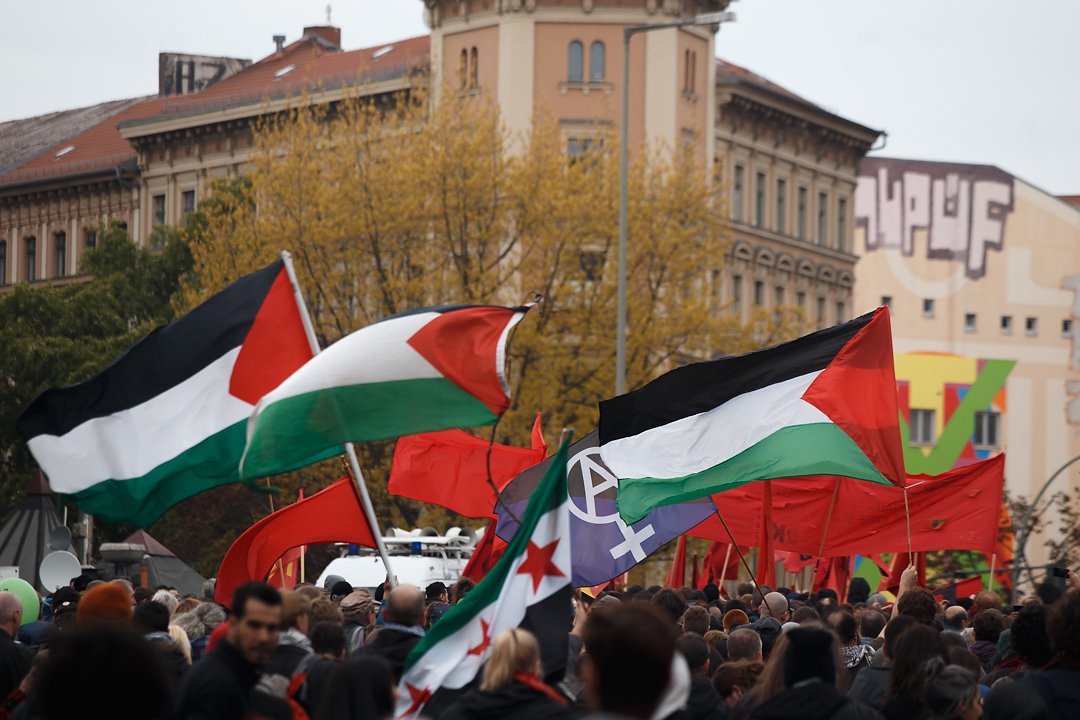
Manifestação Internacional de Solidariedade em Kreuzberg, Alemanha

Solidariedade social refere-se ao facto de quem a pratica integrar uma comunidade em que cada indivíduo se assume como independente. A palavra “solidariedade” deriva do termo latino obligatio in solidum, que no direito romano significava o dever social, obrigação comunitária, ou seja, as responsabilidades que o indivíduo tem numa coletividade à qual pertence e da qual beneficia. A sua família, por exemplo, é uma pequena parte dessa comunidade.
Solidariedade, ser solidário, é um movimento social centrado na defesa de interesses partilhados, que cultiva relações sociais e simpatias que geram um sentido de unidade em grupos de indivíduos ou classes sociais, em responsabilidade individual ou recíproca. É "um sentimento de unidade baseado no respeito, apoio, igualdade, valores comuns, ações de acolhimento, diversidade, comunicação, culturas diferentes, etc.".
Solidariedade é ainda uma designação própria da sociologia e de outras ciências sociais, tanto na filosofia como na bioética. Em  outubro  de  2005,  a  Conferência  Geral  da  UNESCO  adotou  a Declaração  Universal  sobre  Bioética  e  Direitos  Humanos. Em sentido restrito, o termo é habitualmente usado para se referir a práticas do ser humano. Em sentido lato, aplica-se não só a todos os animais, incluindo o Homem, como também ao universo das plantas.  
Aquilo que constitui a base do conceito de solidariedade e o modo em como é aplicado varia de sociedade para sociedade. Nas sociedades em desenvolvimento, pode basear-se principalmente em valores compartilhados, enquanto que, em sociedades mais desenvolvidas, tais valores integram diversas teorias sobre o seu conceito, sobre o significado de coesão social. A solidariedade é um dos seis princípios da Carta dos Direitos Fundamentais da União Europeia, que tem em conta os diversos  pontos de vista, de capítulo a capítulo, em 54 artigos.

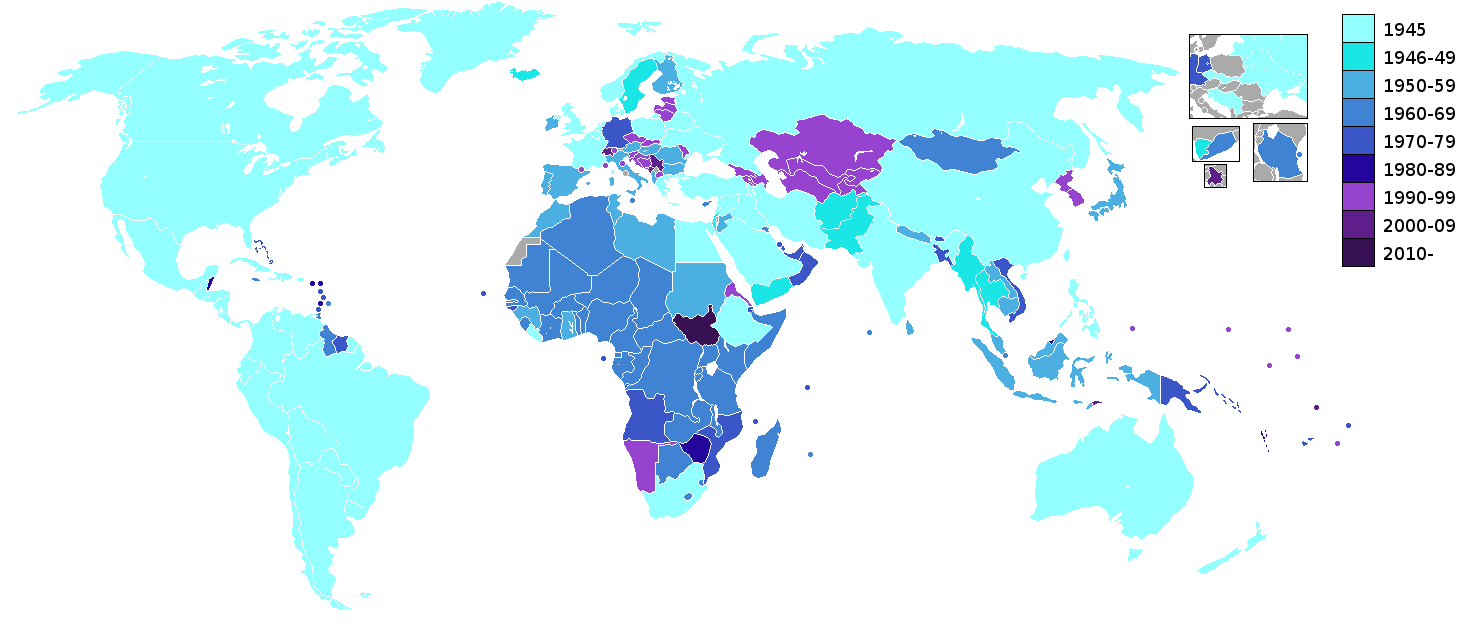
Membros

## O discurso da solidariedade

### Émile Durkheim

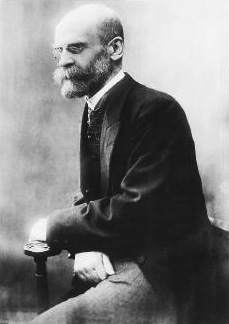

Émile Durkheim (1858-1917), um dos fundadores da sociologia moderna, define o “facto social” como sendo uma entidade sui generis, não redutível à soma das suas partes, desenvolvendo o conceito de consciência coletiva. O seu trabalho vai muito para além desta disciplina, envolve-se nas ciências humanas, na filosofia, na antropologia, na economia, na linguística, na história. No seu livro Da Divisão do Trabalho Social  (De la division du travail social) defende o princípio que a sociedade se mantém coesa por duas forças unitárias. Uma delas é a relação entre pontos de vista semelhantes partilhados pelas pessoas, valores e crenças religiosas por exemplo, a que dá o nome de ‘solidariedade mecânica’, a outra consiste na divisão do trabalho em profissões especializadas, denominada ‘solidariedade orgânica’.

#### Solidariedade social
Implica também a solidariedade social a identidade ou semelhança psíquica e social dos indivíduos, e até mesmo física. Para manter a igualdade, necessária à sobrevivência do grupo, deve a coesão social recorrer à consciência coletiva. O progresso da divisão do trabalho faz com que a sociedade de solidariedade mecânica se transforme.

#### Solidariedade orgânica
Durkheim entende que, à medida que as funções sociais se especializam e se diversificam, uma ‘solidariedade orgânica’ ocupará o lugar da ‘solidariedade mecânica’. Ao contrário desta, a solidariedade orgânica assenta numa diferenciação de tarefas envolvendo os indivíduos em elos de interdependência social. Nas sociedades modernas, os membros do grupo tanto são especializados como complementares.
À medida que as sociedades se tornam mais complexas, a divisão do trabalho e as consequentes diferenças entre os indivíduos conduzem a uma independência crescente das consciências. As sanções repressivas, que existiam ou ainda existem em sociedades "primitivas", são sustentadas hoje pelo Poder legislativo, que protege os valores da igualdade, liberdade, fraternidade e justiça.
A divisão do trabalho, característica das sociedades mais desenvolvidas, gera um novo tipo de solidariedade, não mais baseado na semelhança entre os componentes (solidariedade mecânica), mas na complementação de partes diversificadas. O encontro de interesses complementares cria um laço social novo, ou seja, um outro tipo de princípio de solidariedade, com moral própria, que dá origem a uma nova organização social, a uma solidariedade orgânica. Sendo seu fundamento a diversidade, a solidariedade orgânica implica maior autonomia, dando lugar a uma consciência individual muito mais livre.

### Peter Kropotkin

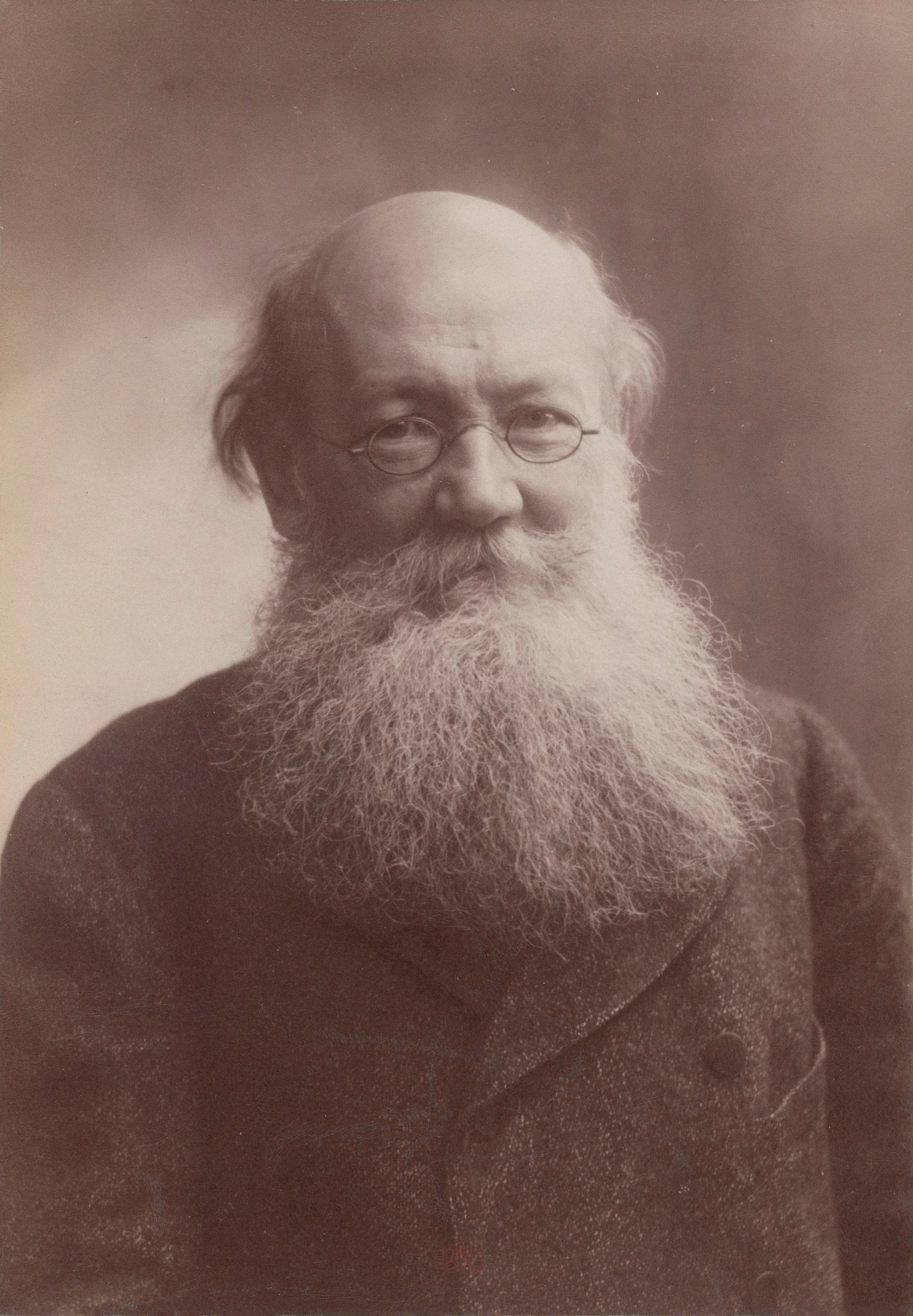

Criar um elo entre biologia e sociologia foi algo de importância primordial para reforçar o conceito de solidariedade. Este passo em frente foi dado pelo ideólogo anarquista e Ex príncipe Peter Kropotkin (1842-1921). Num livro famoso, "Mutualismo: Um Fator de Evolução (1902), escrito em parte em resposta ao darwinismo social, Kropotkin definiu a cooperação como um mecanismo de sobrevivência das sociedades humanas no seu processo evolutivo, tal como como com os animais. Segundo ele, a ajuda mútua, a cooperação dentro de uma espécie, tem sido um fator importante na evolução das instituições sociais. A solidariedade é essencial para a ajuda mútua. Apoiar outras pessoas não resulta da expectativa de recompensa, mas de sentimentos instintivos de solidariedade.".
Num prefácio ao livro, Kropotkin escreveu: "O número e a importância das instituições de ajuda mútua que foram desenvolvidas pelo génio criativo dos povos selvagens e semisselvagens durante o período inicial do clã da humanidade, e ainda mais durante o período seguinte de aldeia-comunidade, junto com a enorme influência que essas instituições primitivas exerceram no desenvolvimento subsequente da humanidade, até hoje. Tudo isso me levou a alargar as minhas pesquisas aos períodos históricos posteriores, a estudar em particular o mais interessante, o caso das repúblicas urbanas da Idade Média, cuja universalidade influenciou a civilização moderna, o que ainda não foi devidamente avaliado. Tentei por fim e sumariamente dar relevo à enorme importância dos instintos de apoio mútuo, herdados pela humanidade durante os seus períodos extremamente longos de evolução, até ao presente, até agora, até à sociedade moderna em que vivemos, que provavelmente se manterá regida pelo princípio cada um por si e o Estado por todos, algo que que nunca aconteceu nem nunca acontecerá". Kropotkin defendia um sistema económico e social alternativo, que seria coordenado mediante uma rede horizontal de associações voluntárias com bens distribuídos de acordo com as necessidades físicas do indivíduo, e não de acordo com o trabalho".

## Solidariedade e paz

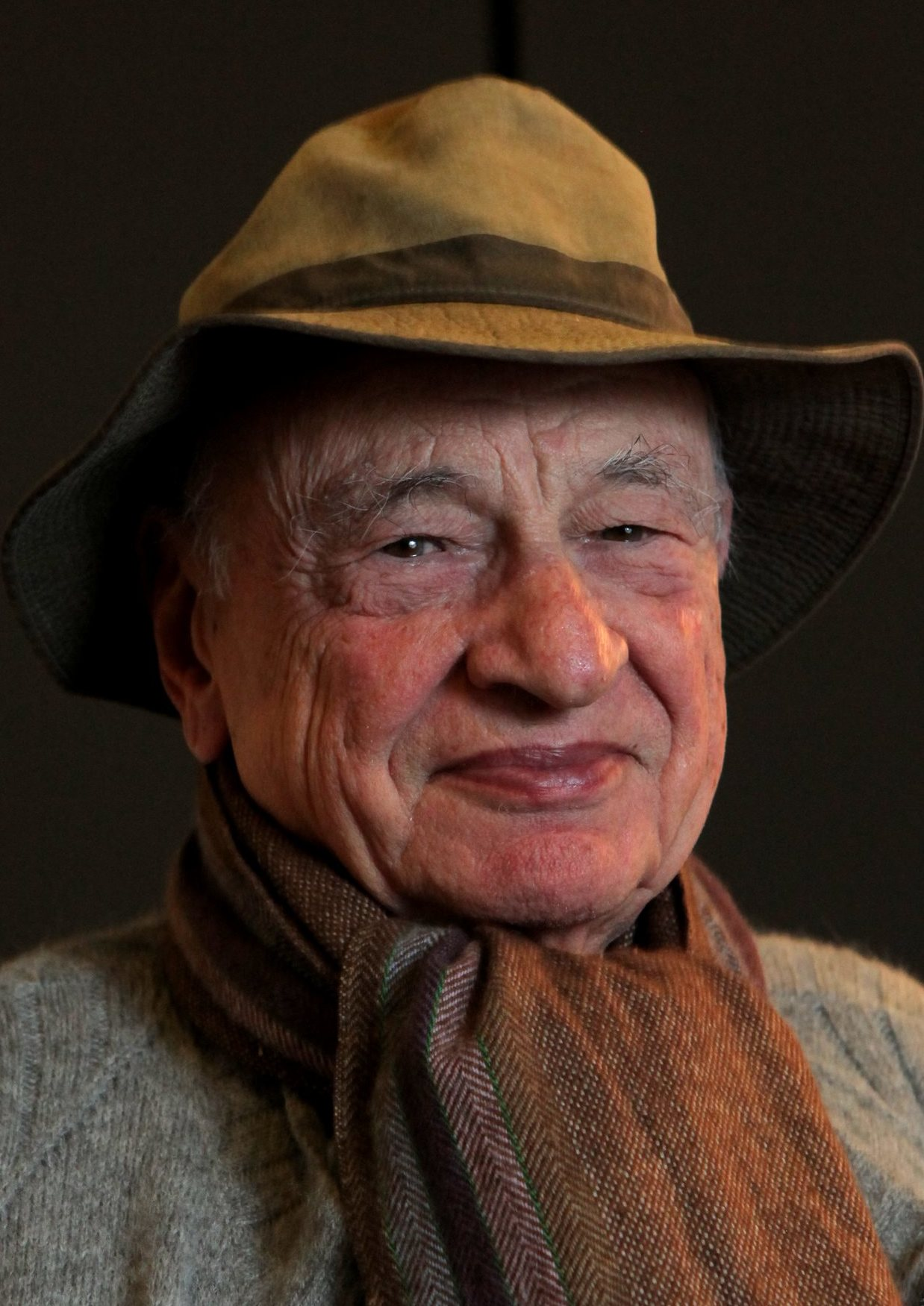
Edgar Morin

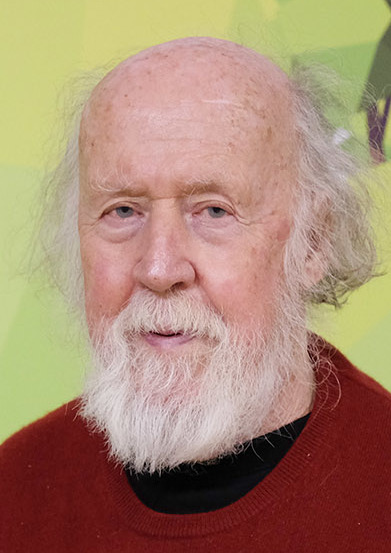
Hubert Reeves

O problema da solidariedade, em paralelo com o da paz, é uma questão central no pensamento de gurus como Jiddu Krishnamurti e o Dalai Lama. É também preocupação maior do reputado filósofo e sociólogo francês Edgar Morin, preocupação essa pela primeira vez expressa no seu livro Terre-Patrie (Terra-Pátria, de 1993), “a nossa casa e o nosso jardim”, pondo em destaque, a nível global, os perigos de políticas esquivas e não solidárias, como as de Donald Trump.
As 500 maiores empresas privadas têm um poder económico e político superior ao de qualquer estadista, líder imperial ou religioso. Formam uma ditadura global, impondo-se a qualquer Estado. No ano de 2018, as Nações Unidas revelam que mais de 40 milhões de pessoas são vítimas de trabalho escravo.  Esse cálculo confirma-se em dezembro de 2019. Perante isso, o conceito de complexidade de Edgar Morin torna-se uma palavra-chave no que toca a futura resolução dos problemas ecológicos do planeta Terra.
Sobre esta questão, mas noutra perspetiva, o astrofísico e divulgador da ciência Hubert Reeves mostra-se um pouco menos cético. Custa-lhe a acreditar serem os seres humanos negligentes ao ponto de permitirem que a sua espécie se extinga na Terra, sem subestimar a complexidade dos problemas, sendo menos subjectivo, menos pessimista que Edgar Morin. Presume haverem sinais positivos nesse sentido, mesmo em casos extremos, que não exclui.

### Temas relacionados
- Fraternidade entre os semelhantes
- Cooperação mútua entre duas ou mais pessoas
- Idealismo – postura entre a realidade e a utopia
- Interdependência de costumes, de sentimentos, de ideias
- Dádiva desinteressada enquanto inter-ajuda (ver Ensaio sobre a Dádiva)

## Solidariedade social entre as espécies

### Entre o ser humano e os animais
As primeiras manifestações de solidariedade do ser humano para com os animais surgem na primeira infância. É com a idade de catorze meses que as crianças começam a ver os animais como sendo seres idênticos a elas próprias. Várias espécies de animais não humanos mostram que a mesma tendência existe também entre si. Muitos casos semelhantes podem ser hoje em dia constatados graças aos progressos dos meios de comunicação, em grande parte com a publicação em linha de vídeos didácticos.

### Entre o ser humano e as plantas
É hoje certo e sabido que as plantas são seres inteligentes, que têm capacidades cognitivas, em certos casos não inferiores às dos seres humanos, que têm “olhos”, “ouvidos”, “tato”, “olfato”, que comunicam entre si, que possuem um forte sentido de solidariedade social, não só entre as da sua  espécie, mas ainda com outras espécies e, mais ainda, com os seres humanos. As plantas habitam a Terra há muito mais tempo do que os homens, o que lhes permitiu adquirir capacidades idênticas muito antes deles.  Com estes mantêm uma relação de solidariedade milenar de comum interesse. Os homens alimentam-se sobretudo de cereais como o trigo, o que resulta num processo mútuo de proteção. Uma pintura egípcia datada de 1200 a.C. ilustra essa condição. Além do trigo, outras plantas, como o arroz e a batata, domesticaram o Homo sapiens. O trigo era uma erva selvagem no Médio Oriente há dez mil anos, antes de ser cultivado em todo o mundo e se tornar uma das plantas de maior sucesso na história da Terra, graças ao trabalho humano. Atualmente, o trigo cobre cerca de 2,25 milhões de quilómetros quadrados da superfície do globo.
A interdependência entre os seres humanos e as plantas é hoje um problema ecológico de crucial importância. As florestas, que têm sido devastadas pelo fogo por incúria humana, terão de ser recuperadas a tempo de evitarmos uma tragédia global.

## Ver também

Diversidade das folhas